# Alphonse Louis Paul Matruchot
Alphonse Louis Paul Matruchot (Verrey-sous-Salmaise; 14 de enero de 1863 - París; 5 de julio de 1921) fue un micólogo francés.
Estudió en Évreux y luego en París. En 1883 se convirtió en profesor asistente en el Liceo Saint-Louis, y luego entró a la Escuela Normal Superior de París dos años más tarde. Recibió su licenciatura en Ciencias naturales en 1889 y se convirtió en instructor de botánica en la Escuela Normal Superior, entre 1889 y 1892. Recibió su doctorado en 1892, y se convirtió rápidamente en bibliotecario siempre en la misma escuela.
En abril de 1894, se casó con Irma Le Corbeiller, unión que tuvo tres hijos. El mismo año fue nombrado jefe de trabajos prácticos en la Facultad de Ciencias de París, y profesor en 1895, y profesor adjunto en 1900. Fue nombrado profesor en la Escuela Normal Superior, siéndolo de 1902 a 1904, y profesor adjunto delegado desde 1904 a 1912. Recibe, además, la cátedra de Botánica criptogámica en la Facultad de París, desde 1912 a 1917.
Matruchot presidió la Société mycologique de France y fue miembro de diversas sociedades científicas. Matruchot también se interesó en la historia, y dirigió la revista Pro Alesia, revue mensuelle des fouilles d'Alise. Dirige la publicación de La Culture des champignons comestibles de 1907 a 1914 (en siete volúmenes). Fue autor de varios libros de texto : Cours élémentaire de botanique, Livret de botanique agricole, Livret de chimie...

## Fuente
- Christophe Charle et Eva Telkes (1989). Les Professeurs de la Faculté des sciences de Paris. Dictionnaire biographique (1901-1939), Institut national de recherche pédagogique (Paris) et CNRS Éditions, collection Histoire biographique de l’Enseignement : 270 pp. ISBN

2-222-04336-0
- La abreviatura «Matr.» se emplea para indicar a Alphonse Louis Paul Matruchot como autoridad en la descripción y clasificación científica de los vegetales.[1]